# Liste der Biografien/Sth
Liste der Biografien |
Portal Biografien |
Personensuche
# |
A |
B |
C |
D |
E |
F |
G |
H |
I |
J |
K |
L |
M |
N |
O |
P |
Q |
R |
S |
T |
U |
V |
W |
X |
Y |
Z |
?
 
Sa |
Sb |
Sc |
Sd |
Se |
Sf |
Sg |
Sh |
Si |
Sj |
Sk |
Sl |
Sm |
Sn |
So |
Sp |
Sq |
Sr |
Ss |
St |
Su |
Sv |
Sw |
Sy |
Sz
 
Sta |
Ste |
Sth |
Sti |
Stj |
Stl |
Sto |
Str |
Sts |
Stt |
Stu |
Stv |
Stw |
Sty
Die Liste der Biografien führt alle Personen auf, die in der deutschsprachigen Wikipedia einen Artikel haben. Dieses ist eine Teilliste mit 7 Einträgen von Personen, deren Namen mit den Buchstaben „Sth“ beginnt.

## Sth

### Stha
- Sthamer, Eduard (1883–1938), deutscher Historiker und Bibliothekar
- Sthamer, Friedrich (1856–1931), deutscher Jurist und Politiker; MdHB, Bürgermeister und Botschafter
- Sthamer, Heinrich (1885–1955), deutscher Komponist und Musiktheoretiker
- Sthamer, Nadja (* 1990), deutsche Politikerin (SPD)
- Sthamer-Prell, Sophie (1855–1940), deutsche Porträtmalerin

### Sthe
- Sthen, Hans Christensen (1544–1610), dänischer lutherischer Pfarrer, Erbauungsschriftsteller und Kirchenlieddichter

### Sthu
- Sthul, Petra (* 1966), österreichische Basketballspielerin